# Monte Ossa (Tasmânia)
O Monte Ossa é o monte mais elevado da Tasmânia, na Austrália. Tem altitude de 1617 m e igual proeminência topográfica, o que o torna num pico ultraproeminente. Está integrado no Parque Nacional Cradle Mountain-Lake St. Clair.
Geologicamente é composta por diábase do Jurássico.

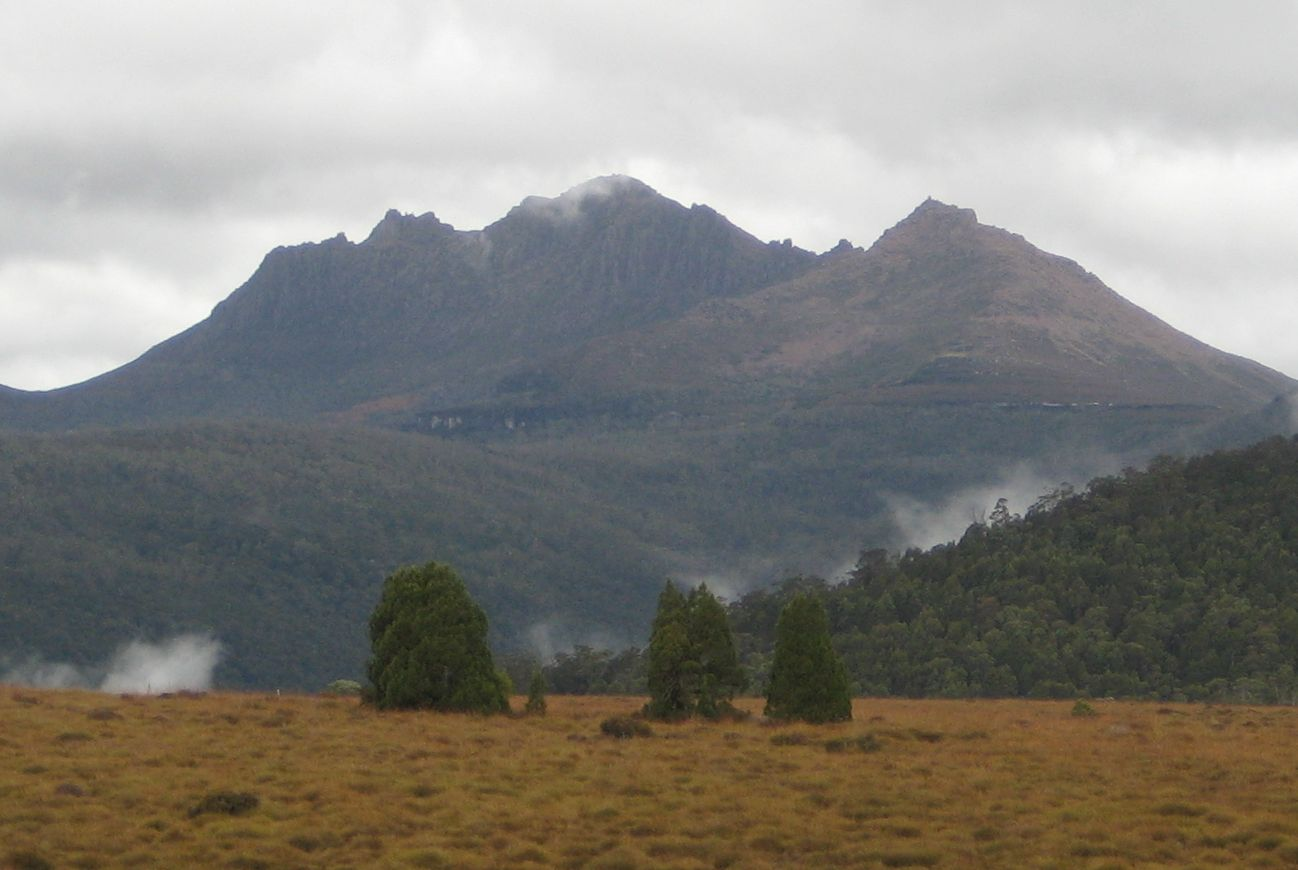
O monte Ossa